# リターン・ジョナサン・メグズ (2世)
リターン・ジョナサン・メグズ・ジュニア（Return Jonathan Meigs, Jr., 1764年11月17日 - 1825年3月29日）は、アメリカ合衆国の政治家。1810年から1814年まで第4代オハイオ州知事を、1814年から1823年まで第8代アメリカ合衆国郵政長官を務めた。

## 生い立ちと家族
1764年11月17日、メグズはコネチカット植民地ミドルタウンにおいて、大陸軍大佐リターン・ジョナサン・メグズとジョアンナ・ウィンボーン (Joanna Winborn, 1744-1773) の息子として誕生した。メグズはイェール大学で学び、1785年に同大学を卒業した。メグズは法律を学び、コネチカット州から弁護士として認可を受けた。1788年、メグズは北西部準州のマリエッタに入植し、初期の定住者の1人となった。メグズはマリエッタで弁護士業を開業した。
1788年、メグズはソフィア・ライト (Sophia Wright, 1767-1838) と結婚した。2人の間には以下の子供が生まれた。
- メアリー・ソフィア・メグズ（Mary Sophia Meigs, 1793年1月1日 - 1863年2月4日）
- テレサ・シャーロット・メグズ（Theresa Charlotte Meigs, 1798年9月15日 - 1856年5月24日）
- リターン・ジョナサン・メグズ（Return Jonathan Meigs, 1801年4月14日 - 1891年10月19日）

## 初期の政治活動
メグズは法律の知識を評価され、州政府の様々な公職に就いた。メグズの最初の公職は、北西部準州での裁判官であった。メグズはミシシッピ準州知事ウィンスロップ・サージェントやニューハンプシャー州知事トマス・テイラー・ギルマンを支援し、1798年のマクスウェル法典改正に貢献した。
1799年、メグズは北西部準州議会の議員となった。メグズはオハイオの連邦加盟を推進した。1803年にオハイオが17番目の州として合衆国加盟を果たすと、メグズは初代オハイオ州最高裁判所首席裁判官となった。メグズは1804年10月に裁判官の職を辞任し、ルイジアナ準州セントチャールズ地区における合衆国の兵士および民兵の司令官の地位を受理した。さらにメグズはルイジアナ準州における裁判官を務めた。
メグズは1806年にオハイオ州に戻った。だが間もなくメグズはミシガン準州地区の合衆国地方裁判所裁判官に任ぜられ、再びオハイオ州を離れた。

## オハイオ州知事
1808年、メグズはオハイオ州に戻り、州知事選挙に立候補した。メグズは初め連邦党を支持していたが、1800年代初期のオハイオ州では民主共和党の支持が強かったため、メグズもこれに追随し、最終的に民主共和党に加わった。だがメグズは依然として連邦党の政策、特に国力の増強と多様な経済基盤の創出を支持した。メグズは州知事選挙においてナサニエル・マッシーを下した。だがオハイオ州議会は、メグズがオハイオ州に十分な期間居住していなかったとして、州知事になる資格がないと宣言した。間もなく、オハイオ州選出の合衆国上院議員ジョン・スミスがその職を辞任したことから、後任としてメグズが指名され、着任した。1809年、メグズは合衆国上院議員の議席を公式に勝ち取った。だが翌1810年、メグズは再び州知事選挙に立候補するため、上院議員を辞任した。
1810年、メグズは州知事選挙においてトーマス・ワージントンと戦った。バージニア州やケンタッキー州などの南部諸州から移住してきた人々は、ワージントンを支持した。その一方で北東部からの移民はメグズを支持した。そしてメグズは州知事選挙で勝利した。メグズは州知事として、米英戦争で主要な役割を果たした。1812年、メグズはカナダに駐屯するイギリス兵やイギリスを支持したインディアンの村を攻撃するために、1000人を超える兵士を募集した。メグズは司令官にウィリアム・ハルを指名した。だが不運なことに、ハルは優れた司令官としての役割を果たせなかった。1812年8月、ハルは2500人にのぼる軍勢を道連れに、イギリスに投降した。
だがこの失敗にもかかわらず、1812年の州知事選挙においてオハイオ州民はメグズを再選した。メグズは合衆国に人員と資材を提供し続けた。多くの州民は、自州およびその近郊で暮らすインディアンを畏怖していた。

## アメリカ合衆国郵政長官
1814年3月、ジェームズ・マディソン大統領は郵政長官としてメグズを指名した。メグズはオハイオ州知事を辞任した、この指名を受諾した。
メグズは郵政長官として、合衆国内の郵便局数を倍増させた。この急激な成長により、郵政省は幾度となく財政危機に晒された。合衆国議会は2度にわたってメグズを調査した。だがいずれも調査においてもメグズは潔白であった。1823年、メグズは健康的理由により郵政長官を辞任した。

## 晩年
郵政長官退任後、メグズはオハイオ州マリエッタに戻った。そして1824年3月29日、メグズはマリエッタにおいて死去した。メグズの遺体はマリエッタ市内のマウンド墓地に埋葬された。
オハイオ州のメグズ郡は、メグズにちなんで名づけられた。